# Malezyjski Uniwersytet Narodowy
Malezyjski Uniwersytet Narodowy (malajski Universiti Kebangsaan Malaysia, UKM) – malezyjska uczelnia publiczna zlokalizowana w Bandar Baru Bangi (stan Selangor), na południe od Kuala Lumpur. Została założona w 1970 roku.